# The Best Remixes of CK
Albums de Crystal Kay
Color Change!
(2008) Spin the Music
(2010)
The Best Remixes of CK est le 1eralbum de remix de la chanteuse Crystal Kay, sorti sous le label Sony Music Entertainment Japan le 16 décembre 2009 au Japon. Il atteint la 195e place du classement de l'Oricon et reste classé pendant une semaine. Il sort pour commémorer les 10 ans de carrière de la chanteuse.

## Liste des titres
| 1.  | Koi ni Ochitara (Genki Rockets Remix) (恋におちたら)                 | 5:08 |
| 2.  | Boyfriend (80kidz Remix)                                             | 6:04 |
| 3.  | After Love -First Boyfriend- feat. KANAME (CHEMISTRY) (Oddity Remix) | 3:56 |
| 4.  | Teenage Universe ~Chewing Gum Baby (REMIX)                           | 5:33 |
| 5.  | Girl's Night (Shinichi Osawa Layer 7 Remix)                          | 5:46 |
| 6.  | Think of U (KZ Future Disco Mix)                                     | 6:01 |
| 7.  | Hard to Say (TinyVoice, Production Remix)                            | 5:19 |
| 8.  | DO U LIKE IT? (Extended Mix: Fantastic Plastic Machine)              | 7:03 |
| 9.  | Kitto Eien ni (STUDIO APARTMENT REMIX) (きっと永遠に)                | 7:41 |
| 10. | Konna ni Chikaku de... (KZ Future Disko Remix) (こんなに近くで...)   | 5:20 |
| 11. | Shining (Jazztronik Remix)                                           | 5:43 |
| 12. | Namida no Saki ni (SOIDOG MIX) (涙のさきに)                          | 4:34 |
| 13. | One (CORNELIUS REMIX)                                                | 5:13 |